# Иван Бакалов
Иван Николов Бакалов е български актьор.

## Биография
Роден е в Шумен на 13 декември 1891 г. През 1921 г. завършва театрални курсове при Георги Киров и Сава Огнянов, а през 1926 г. завършва и Драматично-театралната школа към Народния театър при Николай Масалитинов. През 1919-1931 г. играе на сцената на Народния театър. От 1932-1935 г. работи в Пловдивския общински театър, 1933-1936 г. е в Свободен театър, 1936-1938 г. във Варненския общински театър, 1938-1941 г. играе на сцената на Плевенския областен театър, 1941-1944 г. е в Скопския народен театър, а от 1944 до 1955 г. е в Работническия театър в Перник. Почива в София на 12 юли 1967 г.

## Роли
Иван Бакалов играе множество роли, по-значими са:
- Тезей – „Сън в лятна нощ“ на Уилям Шекспир
- Петранов – „Големанов“ на Ст. Л. Костов
- Странджата – „Хъшове“ на Иван Вазов
- Велчо-Свилен – „Свекърва“ на Антон Страшимиров
- Гунчо Митин – „Албена“ на Йордан Йовков[1]